# Art & Language
Art & Language) es una colaboración de artistas conceptuales que ha sufrido muchos cambios desde su creación a finales de los años sesenta. El grupo fue fundado por artistas que compartían un deseo común de combinar ideas e preocupaciones intelectuales con la creación de arte. El primer número de la revista del grupo, Art-Language, fue publicado en noviembre de 1969 en Inglaterra, y fue una influencia importante en arte conceptual en los Estados Unidos y el Reino Unido.

## Primeros años

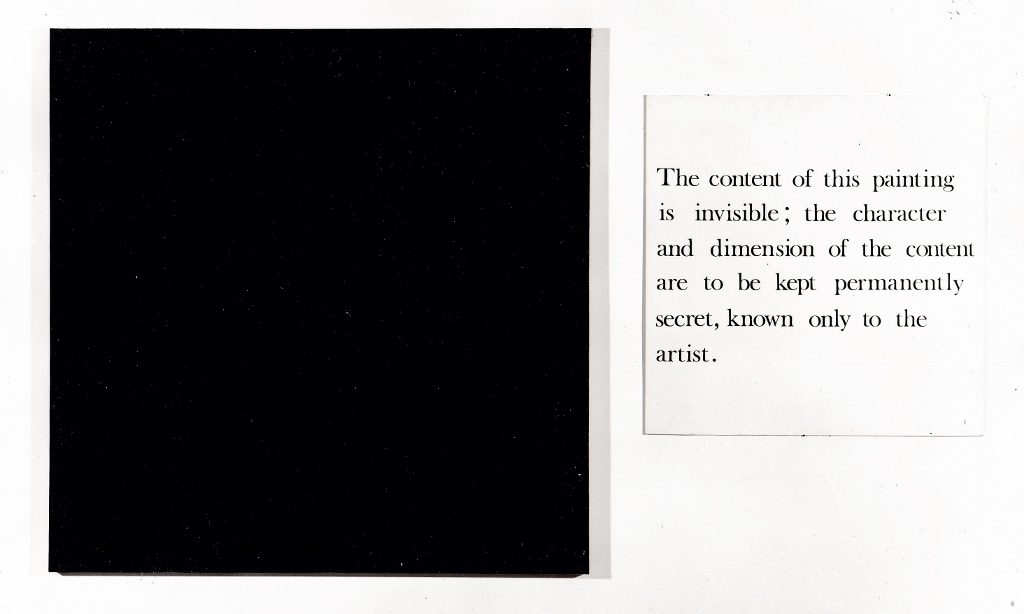
Secret Painting Art & Language (Mel Ramsden), 1967

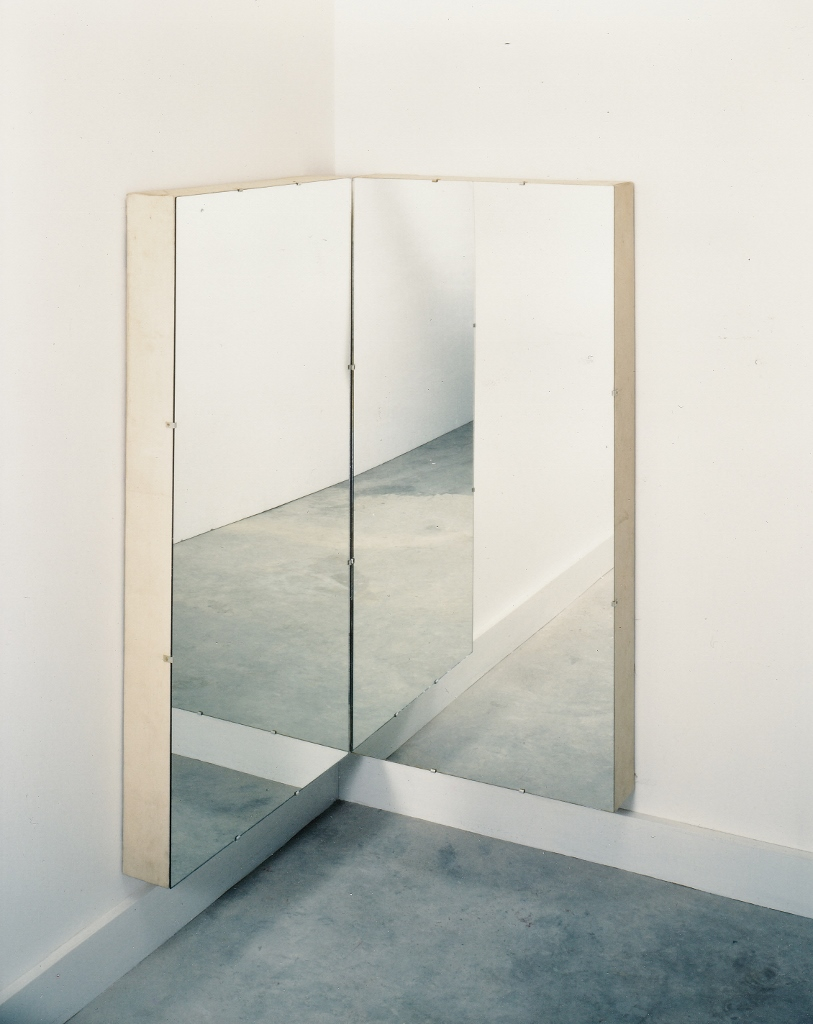
Mirror Piece, 1965

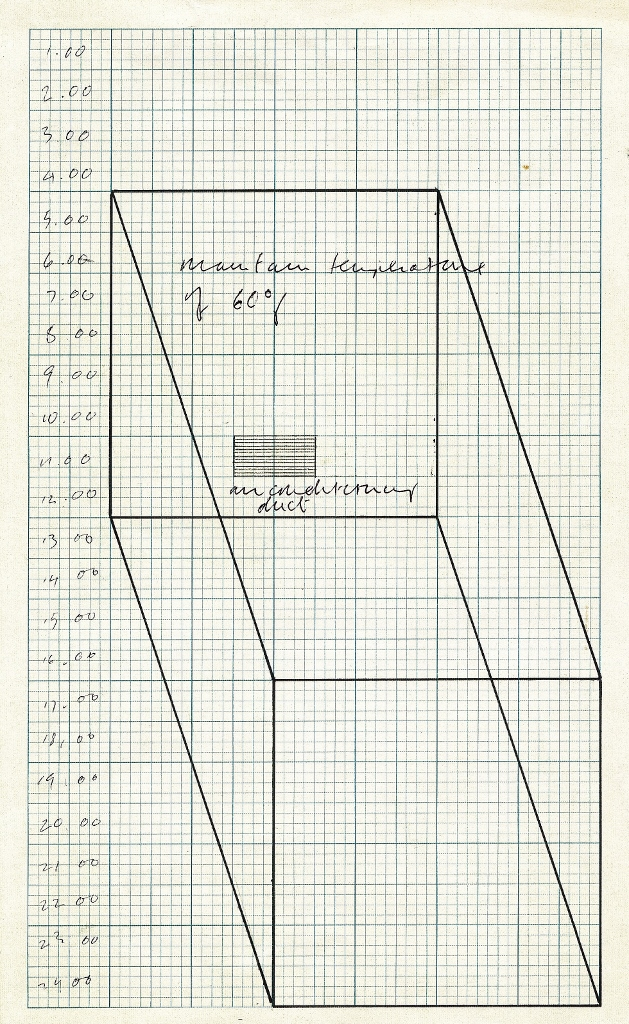
Air conditioning show 1966-7

El grupo Art & Language fue fundado alrededor de 1967 en el Reino Unido por Terry Atkinson (nacido 1939), David Bainbridge (nacido 1941), Michael Baldwin (nacido 1945) y Harold Hurrell (nacido 1940). Estos cuatro artistas comenzaron su colaboración alrededor de 1966 cuando eran profesores de arte en Coventry. El nombre del grupo se derivó de su revista, Art-Language, originalmente creada como una conversación de trabajo en 1966. El grupo era crítico de lo que se consideraba prácticas de arte moderno tradicional en ese momento. En sus conversaciones de trabajo, crearon arte conceptual como parte de sus discusiones.
Entre 1968 y 1982, el grupo creció a casi cincuenta personas. Entre los primeros en unirse se encontraban el crítico e historiador de arte, Charles Harrison, y el artista Mel Ramsden,. A principios de los años setenta, personas como Ian Burn, Michael Corris, Preston Heller, Graham Howard, Joseph Kosuth, Andrew Menard, y Terry Smith se unieron al grupo. Dos colaboradores de Coventry, Philip Pilkington y David Rushton, lo siguieron.
El grado relativo de anonimato mantenido dentro del grupo continúa tener importancia histórica en la comunidad de arte. Debido a la incertidumbre de las listas exactas de miembro, es difficil saber inequivocamente no solo quiénes fueron todos los contribuyentes sino también cuáles fueron sus contribuciones exactas.
El primer número de Art-Language (Volumen 1, Número 1, mayo 1969) se llama La Revista de Arte Conceptual. Por el segundo número (Volumen 1, Número 2, febrero 1970), quedó claro que había obras de arte conceptual y artistas conceptuales para quienes y a quien la revista no hablaba. Para abarcar mejor el propósito de la revista, el título fue abandonado. Art-Language, aun así, había sacado a la luz el comienzo de un nuevo movimiento de arte. Fue la primera huella en identificar una entidad pública llamada Arte Conceptual. La revista fue la primera de su tipo en servir los intereses teóricos y conversacionales de una comunidad de artistas y críticos, quién fueron también sus productores y usuarios. Si bien esa comunidad distaba mucho de haber un acuerdo unánime sobre como definir la naturaleza del arte conceptual, los editores y la mayoría de sus colaboradores históricos compartieron opiniones similares sobre otros movimientos artísticos. El arte conceptual fue crítico de modernismo para su burocracia y su historicismo, y del minimalismo para su conservadurismo filosófico. La práctica del arte conceptual, especialmente en sus primeros años de origen, se basó principalmente en la teoría, y su forma, predominantemente textual.
A medida que la distribución de la revista y las prácticas de enseñanza de los editores y otros colaboradores se expandieron, la conversación creció hasta incluir a más personas. En Inglaterra, en 1971, artistas y críticos como Charles Harrison, Philip Pilkington, David Rushton, Lynn Lemaster, Sandra Harrison, Graham Howard y Paul Wood habían unido. Por la misma época en Nueva York, Michael Corris se unió, seguido por Paula Ramsden, Mayo Thompson, Christine Kozlov, Preston Heller, Andrew Menard y Kathryn Bigelow.
El nombre Art & Language se mantuvo precario debido a las diversas interpretaciones tanto de las muchas obras de arte como del propósito del grupo. Su significado, o instrumentalidad, variaba de persona a persona, alianza a alianza, discurso a discurso, y de aquellos en Nueva York que produjeron The Fox (1974-1976), por ejemplo, a aquellos comprometidos en proyectos musicales y aquellos que continuaron la edición de la revista. Había desacuerdo entre los miembros, y en 1976, había una creciente sensación de división que finalmente condujo a individualidades competitivas y preocupaciones variadas.
Durante los años setenta, Art & Language se ocupó de cuestiones relacionadas con la producción artística e intentó un cambio de las formas de arte "no lingüísticas" convencionales, como la pintura y la escultura, a obras más teóricamente texto-basadas. El grupo a menudo, tomó posiciones argumentativas en contra de los puntos de vista prevalecientes de críticos como Clement Greenberg y Michael Fried.
El grupo Art & Language que expuso en la exposición internacionale de Documenta de 1972 incluyó a Atkinson, Bainbridge, Baldwin, Hurrell, Pilkington, Rushton y el editor estadounidense de Art-Language, Joseph Kosuth. El trabajo consistió en un sistema de archivo de material publicado y circulado por los miembros de Art & Language.

## Nueva York Art & Language
Burn y Ramsden fueron cofundadores de The Society for Theoretical Art and Analysis en Nueva York a fines de los años sesenta. Se unieron a Art & Language en 1970-71. New York Art & Language se fragmentó después de 1975 debido a desacuerdos sobre los principios de la colaboración. Karl Beveridge y Carol Condé, que habían sido miembros periféricos del grupo en Nueva York, regresaron a Canadá donde trabajaron con sindicatos y grupos comunitarios. En 1977, Ian Burn regresó a Australia y Mel Ramsden al Reino Unido.

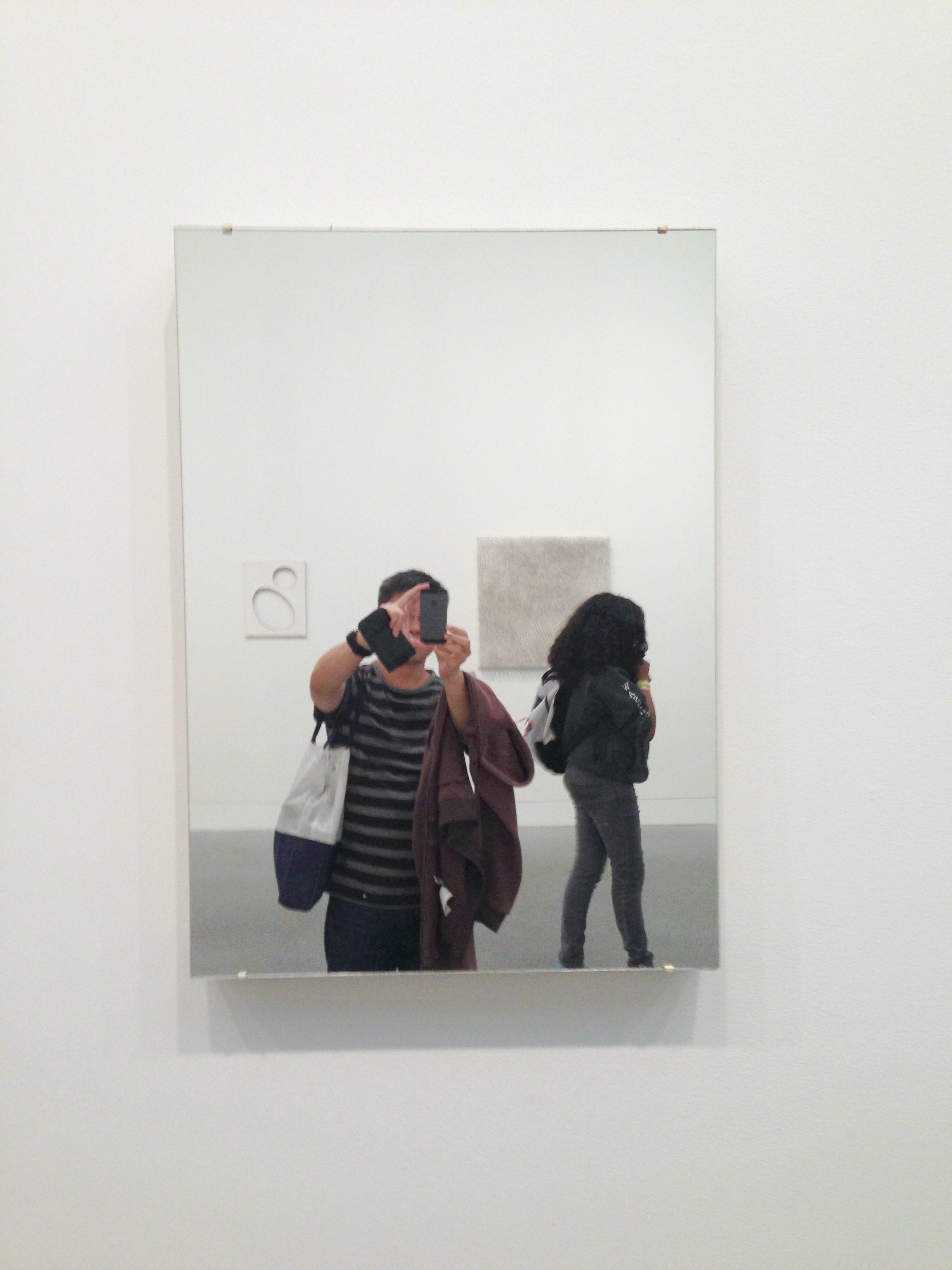
Art & Language, Untitled Painting 1965. Colección Tate Modern.

## Finales de los años setenta
A finales de los años setenta, el grupo se redujo esencialmente a Baldwin, Harrison y Ramsden con la participación ocasional de Mayo Thompson y su grupo Red Krayola. El análisis político y el desarrollo dentro del grupo dieron como resultado que varios miembros dejaran el grupo para trabajar en ocupaciones políticas más orientadas a los activistas. Ian Burn regresó a Australia, se unió a Ian Milliss, un artista conceptual que había comenzado a trabajar con sindicatos a principios de la década de 1970, para hacerse activo en Union Media Services, un estudio de diseño para iniciativas sociales y comunitarias y para el desarrollo de sindicatos. Otros miembros del Reino Unido se sumergieron en una variedad de actividades creativas, académicas y, a veces, "politizadas".
A principios de años setenta, había alrededor de treinta miembros. El grupo Art & Language enfatizó el uso del lenguaje en la teoría de que el lenguaje es la base a partir de la cual se construyen las ideas y los conceptos. Su filosofía era que el lenguaje permite indexar palabras que aparecen, desaparecen e incluso persisten algunas, lo que permite tanto a los espectadores como a los artistas analizar la evolución de una palabra a través de la propuesta de diferentes definiciones.
La acción decisiva se hizo necesaria para que quedara algún vestigio del ethos original de Art & Language. Hubo quienes se vieron excluidos y partieron para ocupaciones individuales en la enseñanza o como artistas. Otros eran inmunes a los problemas y simplemente encontraron trabajo diferente. Terry Atkinson fue un miembro del grupo que abandonó el grupo en 1974. Hubo otros cuya salida fue acelerada por aquellos cuya práctica se sigue identificando con la revista Art-Language y sus compromisos artísticos. Las actividades musicales continuaron con Mayo Thompson y The Red Krayola. El proyecto de conversación literaria continuó con Charles Harrison (1942-2009). A fines de 1976, el hilo genealógico de esta obra artística había sido llevado a manos de Michael Baldwin y Mel Ramsden, con quienes permanece en la actualidad.

## Obras
| Year | Title |
| ---- | --- |
| 1965 | - Mirror Piece - Time Drawings - Three Suprematist Squares - Crane Notes - Text as Performance - Fragments and Elements |
| 1966 | - Acid Boxes - Air Show - Frameworks - Frameworks Exhibit I - Art Out of Sound - Crane - An Argument from Illusion - Aim at Boredom, Kasimir? - Loop - The Air-Conditioning Show - Note Topography for Text Book or Encyclopedia from 1965 to 1966 - Notes on Malevich - Paintings Nr. 1 - Oxfordshire Show - Performance as Text. Appendix. Note 6 - Robotic Sculpture - The Temperature Show - Two Black Squares - Two Black Rectangles |
| 1967 | - 22 Sentences: The French Army - A Note on the Notion of a 368 Years Old Spectator - Abstract Art Paintings - Acrostic Paintings - Bibliography Installation - 11 Studies for a Secret Painting - 4 Studies for a Secret Painting - Frameworks Exhibit II - Hot-Cold - Identificatory Fragment - Map of Itself - Map to not Indicate... - Map of a Thirty-Six Square Miles Surface Area of the Pacific Ocean West of Oahu - Mirror Piece - On the Concept of a Non Exhibition - Ontology - Undeclared Glasses - Potato Print Model I & II - Readings of Readings of the Tractatus - Some Notes about Art and Time - 23 Title Equals Text Paintings - Temperature Prints - Time and News - Time Show Fragment - Two Black Squares (The Paradoxes of the Absolute Zero) - Study for a Secret Painting - Notes: Harold Hurrell - 100% Abstract - Geology - Notes on Entropy - The Identity Bracelet |
| 1968 | - 22 Sentences the French Army - Secret Painting - 100% Abstract - Abstract of Perception I & II - Abstract Relations - Analogy Model 1-8 - Art as Theory - Art Objects and Real Things - Conceptual Art and Inten(s)ion - M1 - Fluidic Device - Elements of an Incomplete Map - Intensionality, Quantification. Fragment - Laocoon is a Name - Models + Dictionaries - Notes on Substance Concepts (Art Object) - Notes Toward the Art of Terry Atkinson - Objects-Ontology - On "Conceptual Art" Criticism - Six Negatives Categories - Systematically Altered Photographs - The Object-Language. The Art-Language. The Ascribing of Responsibility - Thirty-Nine Negatives Categories - Notes Towards "From an Art-Language Point of View" - Six Negatives - The Art of David Bainbridge - The Art of Terry Atkinson |
| 1969 | - A Point of Reference is a Product of Discourse - Concerning Interpretation of Bainbridge/Hurrell Models - Concerning the Form of Some of the Works and Some of the Form of Some Other Works - Frameworks Appendix - Information Position 001 - Ingot - Intensionality and Ascription of Responsibility - Introduction to Discourse - Is Art What Art Says? - Lecher System - Ontological Fragments - Paradigms. Draft 2 - Textbook – Project Semantics - The Art of David Bainbridge: Introduction to Discourse - The Literate and the Non-Literate - Anthropology - Describing Things - Notes-Reference to Machine Itself - The Theory of Art - Fragments of Some notes Towards a Correct Textbook |
| 1970 | - Art and Antinomicness - "Art" and Language - Existential References. Art Object - Fondations of Arithmetic-Frege - Handbook on Models. The Relativity of Emotion - Handbook to "Ingot" - Identity - Intension II:: Draft for a Book Section - Lecher System - "Moral Law" Propadeutic 1.00 - Noisy Channel: A - Notes on Analyses - Numbers - Ontological Fragment - The Grammarian - This is Semantics - Notes on M1 - Theories of Ethics |
| 1971 | - Artforum Annotations (Comparative Models) - Authorship - Comparative Models - Exhibition of lectures - Latin Index - Notes on 'De Legibus Naturae - Notes on "Pragmatics I" - Olivet Discourse - Suggestion for a Map - Village Explanation: On Norbert Weiner on the Role of the Intellectual and the Scientist - Frameworks Retrospect - Notes on Mapping and Indexing - The Moral Law - Theories of Ethics and Meaninglessness - Topological Notebook - Transformational Matrices |
| 1972 | - A Dithering Device - Art as an Activity which the Artist Enjoys - Comparative Models - Documenta Memorandum (Indexing) - Index 01 - Index 02 - Index of a Discussion - Index or What? - Information and Markov Chains - Mapping and Filling - Materialism – from "The Fourth International" - Schema for Art Models - Translation Piece I-V - Village Explanation, no.2-no.5 - The Turin Index - Notes for a Lecture |
| 1973 | - A Fragment of a Model for Rigour: "Ontology" - All Friends Together - Art and Its Cultural Context - Art Theory and Scientific Theory - Blurting in Art & Language - Hybridity Resonance - Index 02 (Bxal) Indexical Fragments - K Index - Li Proceedings Index - Logical Construction - Notes on 77 Sentences - Notes on Hand Book Project - Studies for an Art & Language Index - Transcription - Village Explanation, no.5-no.8 - 77 Sentences - Index Printout - Charles Harrison Talking to Michael Baldwin. An Incomplete Index |
| 1974 | - 77 Sentences - A Point of Reference is a Product of Discourse (Surf) - Ask Yourself Which is the Index - Corrected Slogans Music-Language - Map of War/Blurt A & L - Dialectical Materialism - Emma - Exemplary Guide to the Aviation Industry 001.1 - Fine Art Has No History - Going-on Douglas Haig - Going-on, Going-on - Heuristic Sketches for Hell vs Bedlam - Historically Proper Names - I can't Think: Fear, Death, etc. - Index Printout - Index 02 (Bxal): Indexical Fragments - Internal Description as External Description - K Formulae - P of H S - Printing or Writing - Projekt 74 Index - Reference Points - Remember the Somme – Douglas Haig - Self-Superseding Strategy... Or the Given Political Moment - Surf as a Function - The Machine Appropriated - The Masses are the Decisive Force in All Social Change - The Paradox of Drawing as an Ideological Resource 1 & 2 - The Phenomenology of Asking a Question About a Given Item - The "Red Lattice" Problems - Threshold Agreement - Transformational Matrix - Transmitted Recipe Knowledge |
| 1975 | - Blindness - Dialectic and Unsightly Drinking: Art Galleries and the Putative Sites of Non-Trivial Conflict - Indexing Project - Internal Evidence Suggests a Kempis / Lowenheim-Skolem Paradox Alone - Art & Language Attacks on Socialist Artists - Corrected Slogans: Paper Music - Good Evening... It is Modern amusements-Time Again - Posters for The Fox - Print (Section A, Questionnaire) - Shouting Men - Singing Men - The Notion of Conditioning Persuasion and the Notion of Consciousness - Village Explanation no.9-no.10 |
| 1976 | - Above Us The Waves (A Fascist Index) - Illustrations for Art-Language Vol.3 Nr.4 - Corrected Slogans - Dialectical Materialism - Notes - Posters for the Fox - School Poster |
| 1977 | - Ten Postcards - Ten Posters: Illustrations for Art-Language - Our Progress Lies in Hard Work - Born in Flames |
| 1978 | - Born in Flames - Flags for Organisations - Ils donnent leur sang, donnez votre travail - Le Monde bestorne |
| 1979 | - Art & Language in Disguise - Etudes pour "Portraits of V.I. Lenin in the Style of Jackson Pollock" - Portraits of V.I. Lenin in the Style of Jackson Pollock |
| 1980 | - Born in Flames - Portraits of V.I. Leni in the Style of Jackson Pollock - Etudes pour "Picasso's Guernica in the Style of Jackson Pollock" - Picasso's Guernica in the Style of Jackson Pollock |
| 1981 | - Etudes pour "Gustave Courbet's "Burial at Ornans" Expressing..." - Gustave Courbet's "Burial at Ornans" Expressing... - Victorine - Raped and Strangled by the Man who forced her into Prostitution: A Dead Woman Drawn and Painted by Mouth - Attacked by an Unknown Man in a City Park: A Dying Woman; Drawn and Painted by Mouth - A Man Battering his Daughter to Death as she Sleeps: Drawn and Painted by Mouth - Etude pour "Index: The Studio at 3 Wesley Place Painted by Mouth - Kangaroo? |
| 1982 | - Etudes exécutées à la bouche pour "Index: The Studio at 3 Wesley Place Painted by Mouth" - Etude pour "Index: The Studio at 3 Wesley place illuminated by an Explosion Nearby - Etude pour "Index: The Studio at 3 Wesley Place Showing the Position of Embarrassements - Index:_The Studio at 3 Wesley Place Painted by Mouth version I et II - Index:_The Studio at 3 Wesley Place in the Dark |
| 1983 | - Art & Language Paints a Picture - Index: The Studio at 3 Wesley Place Illuminated by an Explosion Nearby I-VII - Impressionism Returning Sometime in the Future |
| 1984 | - Impressionism Returning Sometime in the Future |
| 1985 | - Index: Incident in a Museum I à V |
| 1986 | - Index: Incident in a Museum VI à XVI |
| 1987 | - Index: Incident in a Museum XVII à XXV |
| 1988 | - An Incident in a Museum: Study for Hostage - Unit Cure Unit Ground I à X - Hostage I à IX - Hostage: An Incident and a People Flag I à VII |
| 1989 | - Hostage XIX à XXIX - Hostage α, β, γ, δ |
| 1990 | - Hostage XXX à LXXX |
| 1991 | - Hostage LXXXI à LXXXIV - Exit: Now They Are |
| 1992 | - Index V à XX (Now They Are) |
| 1993 | - Incident, Now They Are, Look Out - Incident, Now They Are, Elegant - Incident, Now They Are, Next |
| 1994 | - Incident, Foreground I - Index 11: Background, Incident, Foreground no.I à XXXVIII |
| 1995 | |
| 1996 | - Sighs Trapped by Liars |
| 1997 | - Sighs Trapped by Liars |
| 1998 | - Sighs Trapped by Liars - A Model for Lucy Grays (Study for Barcelona Wall) |
| 1999 | - A Picture Painted by Actors - Wrongs Healed in Official Hope - Material Slang - About Reading and Looking |
| 2000 | - Study for Mother, Father, Monday: Map of the World - Mother, Father, Monday: Map of the World |

## Exposiciones y premios

### Premios y críticos
En 1986, Art & Language fue nominado para el Premio Turner. En 1999, Art & Language expuso en PS1 MoMA en Nueva York, con una importante instalación titulada The Artist Out of Work. Este fue un recuerdo de las prácticas dialógicas y de otro tipo de Art & Language, comisariada por Michael Corris y Neil Powell. Esta exposición siguió de cerca la exposición revisionista de Global Conceptualism: Points of Origin en el Queens Museum of Art, también en Nueva York. El show de Art & Language en PS1 ofreció una versión alternativa de los antecedentes y el legado del arte conceptual "clásico" y reforzó una versión transatlántica en lugar de una versión nacionalista de los acontecimientos de 1968-1972. En una evaluación negativa de la exposición, el crítico de arte Jerry Saltz escribió: "Hace un cuarto de siglo, 'Art & Language' forjó un vínculo importante en la genealogía del arte conceptual, pero los siguientes esfuerzos han sido tan autosuficientes y oscuros que su trabajo ahora es virtualmente irrelevante ".

### Colecciones permanentes
Otras exhibiciones en todo el mundo incluyen las obras de Atkinson y Baldwin (trabajando como Art & Language) en la colección de la Tate en el Reino Unido. Los trabajos y trabajos relacionados con New York Art & Language se llevan a cabo en el Getty Research Institute, Los Ángeles. En marzo de 2011, Philippe Méaille prestó 800 obras de arte del colectivo Art & Language al Museo de Arte Contemporáneo de Barcelona, también conocido como MACBA. En abril de 2016, el Conseil departamental de Maine-et-Loire entregó las llaves del Castillo de Montsoreau a Philippe Méaille, para crear el Castillo de Montsoreau-Museo de Arte Contemporáneo y mostrar su colección de arte contemporáneo en torno al arte conceptual de Art & Language, y organizar numerosos eventos, como exposiciones y conferencias.

### Exposiciones seleccionadas
- 1967 Hardware Show, Architectural Association, Londres.
- 1968 Dematerialisation Show, Ikon Gallery, Londres.
- 1971 The Air-Conditioning Show, Visual Arts Gallery, Nueva York.
- 1972 The Art & Language Institute, Galería Daniel Templon, París.
- Documenta Memorándum, Galería Paul Maenz, Colonia.
- 1973 Índice 002 Bxal,  Galería John Weber, Nueva York.
- 1976 Music-Language, Galería Eric Fabre, París.
- Art & Language, Museo de Arte Moderno, Oxford.
- 1978 Banderas para Organizaciones, Galería Lisson, Londres.
- 1979 Ellos dan su sangre; da tu trabajo, Galería Eric Fabre, París.
- 1980 Retratos de V.I. Lenin en el Estilo de Jackson Pollock, Van Abbemuseum, Eindhoven.
- 1982 Index : Estudio en 3 Wesley Place pintado por la boca, De Veeshal, Middelburg.
- Art & Language retrospectiva, Museo de Arte Moderno, Toulon.
- 1983 Index : Estudio en 3 Wesley Place I, II, III, IV, Gewald, Gante.
- 1986 Confesiones : Incidentes en un Museo, Galería Lisson, Londres.
- 1987 Art & Language : Las Pinturas, Palacio de Bellas Artes, Bruselas.
- 1990 Rehenes XXIV-XXXV, Galería Marian Goodman, Nueva York.
- 1993 Art & Language, Galería Nacional del Jeu de Paume, París.
- 1995 Art & Language y Luhmann, Kunstraum, Viena.
- 1996 Suspiros Atrapados por Mentirosos, Galería de París, París.
- 1999 Art & Language en Práctica, Fundacio Antoni Tàpies, Barcelona.
- Cinco ensayos, Galerià Juana de Aizpuru, Madrid.
- El artista sin trabajo: Art & Language 1972-1981, P.S.1 Centro de Arte Contemporáneo, Nueva York.
- 2000 Art & Language & Luhmann No.2, ZKM, Karlsruhe.
- 2002 Demasiado oscuro para leer: motivos retrospectivos, Museo de Arte Moderno Lille Métropole, Villeneuve d'Ascq.
- 2003 Art & Language, Migros Museo für Gegenwartskunst, Zúrich.
- 2004 Art & Language, CAC Màlaga, Màlaga.
- 2005 Difícil de decir cuándo, Galería Lisson, Londres.
- 2006 Solo queda cantar, Galería del Erban, Nantes (Miroirs, 1965, Karaoke, 1975-2005) y Château de la Bainerie (obras 1965-2005), Tiercé.
- 2008 Interferencia / Blurrings, Galerie Taddeus Ropac, París.
- 2009 Art & Language, Espoo Museo de Arte Moderno, Helsinki.
- 2010 Retratos y un Sueño, Galería Lisson, Londres.
- Art & Language, Galería Rhona Hoffman, Chicago.
- 2011 Insignias, Galería Mulier Mulier, Knokke.
- 2013 Cartas al Red Krayola, Galería Kadel Wilborn, Düsseldorf.
- Art & Language, Museo Dhont-Dhaenens, Deurle.
- Art & Language, Garage Cosmos, Bruselas.
- 2014 Art & Language Uncompleted : The Philippe Méaille Collection, MACBA, Barcelona.
- 2016 Art & Language, Château de Montsoreau-Museo de Arte Contemporáneo, Montsoreau.
- 2017 Nobody Spoke, KunstSaele, Berlín.
- 2018 Art & Language Reality (Dark) Fragments (Light), Château de Montsoreau-Museo de Arte Contemporaneo, Montsoreau.

### Exposiciones de grupo seleccionado
- - 1968 Language II, Dwan Galería, Londres.
  - 1969 March, catálogo-exposition, Seth Siegelaub, Nueva York.
  - 1970 Conceptual Art And Conceptual Aspects, Centro Cultural de Nueva York, Nueva York.
  - Información, Museo de Arte Moderno, Nueva York.
  - Idea Structures, Camden Art Center, Londres.
  -  1971 The British Avant-Garde, Centro Cultural de Nueva York, Nueva York.
  - 1972 Documenta 5, Museo Friedericianum, Kassel.
  -  The New Art, Hayward Gallery, Londres.
  - 1973 Einige Frühe Beispiele Konzeptuelle Kunst Analytischen Charakters, Galeria Paul Maenz, Colonia.
  - Contemporanea, Roma.
  - 1974 Projekt'74, Köln.
  - Kunst über Kunst, Kölnischer Kunstverein, Colonia.
  - 1976 Drawing Now,  Museo de Arte Moderno, Nueva York.
  - Biennale di Venezia, Venice.
  - 1979 Un Certain Art Anglais, Museo de Arte Moderno de la Ciudad de París, París.
  - 1980 Kunst in Europa na 68, Museo Van Hedendaagse Kunst, Ghent.
  - 1982 Documenta 7, Museo Fridericianum, Kassel.
  - 1987 British Art of the Twentieth Century: The Modern Movement, Royal Academy, Londres.
  - 1989 El Situationists Internacional, 1957-1972, Musée Nacional d'arte moderne, Centro Pompidou, París.
  - Arte conceptual, una perspectiva, Museo de Arte Moderno de la Ciudad de París; Fundación Caja de Prensiones, Madrid; Deichtorhallen, Hamburgo.
  - 1992 Repetición/Transformación, Museo Nacional de Arte Reina Sofía, Madrid.
  - 1995 Toponimías (8) : ocho ideas del espacio, Fundación La Caixa, Madrid.
  - Reconsiderando el Objeto de Arte, 1965-1975, Museo de Arte Contemporáneo, Los Ángeles.
  - 1997 Documenta 10, Museo Fridericianum, Kassel.
  - 1999 Global Conceptualism: Puntos de origen 1950s-1980s, Queens Museum of Art, Nueva York.
  - 2002 Iconoclash, Centro de Arte y Medios (ZKM), Karlsruhe.
  - 2003 Biennale di Venezia, Venice.
  - 2004 Antes del Fin (The Last Painting Show), Instituto Suizo, Nueva York.
  - 2005 Creatividad Colectiva, Kunsthalle Fridericianum, Kassel.
  - 2006 La primavera de septiembre en Toulouse - Broken Lines, Toulouse.
  - Magritte y arte contemporáneo: The Treachery of Images, Museo de Arte del Condado de Los Ángeles, Los Ángeles.
  - 2007 Simpatía por el Demonio: Arte y Rock'n Roll desde 1967, Museo de Arte Contemporáneo, Chicago.
  - 2008 Vacío. Una retrospectiva, Museo Nacional de Arte Moderno, Centre Pompidou, París.
  - 2009 Rock-Paper-Scissors, Pop Music como tema de arte visual, Kunsthaus, Graz.
  - 2010 Algunas Obras a Leer - Colección Eric Fabre, Museo Berardo, Lisboa.
  - De segunda mano, Museo de Arte Moderno de la ciudad de París / ARC, París.
  - 2011 Erre, Variaciones Laberínticas, Museo Nacional de Arte Moderno, Centro Pompidou-Metz, Metz.
  - 2012 Materializando "Seis años": Lucy Lippard y el surgimiento del arte conceptual, museo de Brooklyn, Nueva York.
  - 2013 Como si pudiera. obras y documentos de la Herbert Foundation, Herbert Foundation, Gante.
  - 2014  Propaganda para la realidad, Museum Morsbroich, Leverkusen.
  -  Critical Machines, Universidad Americana, Beirut.
  - 2017 ′′Art & Language′′

## Instalaciones teóricas
Art & Language y el Jackson Pollock Bar colaboraron por primera vez en enero de 1995, durante el simposio Art & Language & Luhmann, organizado por el Instituto de Consideraciones Sociales Contemporáneas (Institut für Sozial Gegenwartsfragen) de Freiburg. 
El simposio de 3 días contó con la intervención de oradores, incluyendo a Catherine David, quien preparó la Documenta X, y Peter Weibl, artista y curador. También hubo una instalación teórica de un texto Art & Language producido en reproducción por Jackson Pollock Bar. La instalación fue interpretada por cinco actores alemanes interpretando los papeles de Jack Tworkow, Philip Guston, Harold Rosenberg, Robert Motherwell y Ad Reinhardt.Usando la sincronización de labios, los actores usaron texto pregrabado para una conversación "Nueva Conceptual". Desde esta colaboración, cada nueva exposición de Art & Language se ha unido a una instalación teórica de Jackson Pollock Bar.

## Miembros anteriores y asociados
- Terry Atkinson
- David Bainbridge
- Kathryn Bigelow[10]
- Ian Quemadura
- Sarah Charlesworth
- Michael Corris
- Preston Heller
- Graham Howard
- Harold Hurrell
- Joseph Kosuth
- Christine Kozlov
- Nigel Lendon
- Andrew Menard
- Philip Pilkington
- Neil Powell
- David Rushton
- Terry Smith
- Mayo Thompson